# جيم شيريدان
جيم شيريدان (بالإنجليزية: Jim Sheridan)‏ (و. 1949  م) هو ممثل، ومخرج أفلام، وكاتب سيناريو، ومنتج أفلام، من جمهورية أيرلندا، ولد في دبلن.

## التعليم
تعلم في جامعة كلية دبلن.

## وصلات خارجية
- جيم شيريدان في قاعدة بيانات الأفلام على الإنترنت
- جيم شيريدان على موقع IMDb (الإنجليزية)
- جيم شيريدان على موقع مونزينجر (الألمانية)
- جيم شيريدان على موقع ألو سيني (الفرنسية)
- جيم شيريدان على موقع ميوزك برينز (الإنجليزية)
- جيم شيريدان على موقع تيرنر كلاسيك موفيز (الإنجليزية)
- جيم شيريدان على موقع أول موفي (الإنجليزية)
- جيم شيريدان على موقع بوكس أوفيس موجو (الإنجليزية)
- جيم شيريدان على موقع قاعدة بيانات الأفلام السويدية (السويدية)
- جيم شيريدان على موقع إن إن دي بي (الإنجليزية)
- جيم شيريدان على موقع قاعدة بيانات الفيلم (الإنجليزية)